# Dysderocrates marani
Dysderocrates marani is een spinnensoort in de taxonomische indeling van de celspinnen (Dysderidae).
Het dier behoort tot het geslacht Dysderocrates. De wetenschappelijke naam van de soort werd voor het eerst geldig gepubliceerd in 1937 door Kratochvíl.